# 阿利耶尔河
阿利耶尔河（法語：Allière，法語發音：[aljɛʁ]）是法国诺曼底大区卡尔瓦多斯省的河流，是维尔河的右支流，长18.2千米，发源自埃特里和勒泰伊博卡日，于维尔流入维尔河。